# Alamir
Alamir fue un príncipe de Tarso, que tomó el título de califa en siglo IX.
Asoló algunas provincias del Imperio bizantino a la cabeza de un ejército de sarracenos, y como Andrés el Escita, gobernador del Levante, trató de oponérsele, Alamir le escribió una carta diciéndole que si le presentaba batalla, el Hijo de María no le libraría de sus manos. El gobernador unió esta carta a una imagen de la Virgen para que sirviese de estandarte a sus tropas, y éstas, animadas por el deseo de venganza y por el entusiasmo religioso, vencieron a sus enemigos e hicieron prisionero a Alamir, que fue decapitado.
- El contenido de este artículo incorpora material del tomo 4 de la Enciclopedia Universal Ilustrada Europeo-Americana (Espasa), cuya publicación fue anterior a 1945, por lo que se encuentra en el dominio público.

- Datos: Q5662216